# Bostrychoplites productus
Bostrychoplites productus is een keversoort uit de familie boorkevers (Bostrichidae). De wetenschappelijke naam van de soort is voor het eerst geldig gepubliceerd in 1843 door Imhoff.